# Comparettia ottonis
Comparettia ottonis är en orkidéart som först beskrevs av Johann Friedrich Klotzsch, och fick sitt nu gällande namn av Mark W. Chase och Norris Hagan Williams. Comparettia ottonis ingår i släktet Comparettia, och familjen orkidéer. Inga underarter finns listade i Catalogue of Life.